# Dimaryp Peak
Der Dimaryp Peak ist der markante und 500 m hohe Nordostgipfel des Mount Carrol im Norden des Grahamland auf der Antarktischen Halbinsel. Auf der Trinity-Halbinsel ragt er 1,5 km südlich der Hope Bay auf.
Teilnehmer der Schwedischen Antarktisexpedition (1901–1903) unter der Leitung Otto Nordenskjölds entdeckten und kartierten ihn. Der Falkland Islands Dependencies Survey nahm  1945 und 1955 Vermessungen vor und benannte ihn. Namensgebend ist die häufige Verwechslung dieses Gipfels mit dem 1,3 km östlich gelegenen Nunatak The Pyramid. Dimaryp ist ein Anagramm von Pyramid.